# Phytomia natalensis
Phytomia natalensis är en tvåvingeart som först beskrevs av Macquart 1850.  Phytomia natalensis ingår i släktet Phytomia och familjen blomflugor. Inga underarter finns listade i Catalogue of Life.